# Phorioppniidae
Phorioppniidae zijn een familie van mosdiertjes uit de orde Cheilostomatida en de klasse van de Gymnolaemata.

## Geslachten
De volgende geslachten zijn bij de familie ingedeeld:
- Oppiphorina  Gordon & d'Hondt, 1997
- Phorioppnia  Gordon & d'Hondt, 1997
- Quadriscutella  Bock & Cook, 1993